# Levin Möller
Levin Möller, auch Lewin Moeller, (* 13. November 1709 in Ryd, Schonen; † 22. November 1768 in Linköping) war ein schwedischer lutherischer Theologe und Mathematiker.

## Leben
Levin Möller studierte ab 1726 an der Universität Lund, wo er 1734 zum Magister promoviert wurde und ab 1735 Vorlesungen hielt.  Danach wurde er Begleiter des Sohnes des Reichsrates Graf Bielke. Anschließend setzte er seine Studien an der Universität Greifswald fort. Dort wurde er 1742 Professor der Philosophie und lehrte Logik und Metaphysik. 1745 gab er ein französisch-schwedisches Wörterbuch heraus.
Levin Möller wurde 1750 unter Jakob Heinrich von Balthasar zum Doktor der Theologie promoviert. Er hielt Vorlesungen über theologische Wissenschaften. Nach dem Weggang von Johann Hermann Becker wurde 1751 die dritte theologische Professur an der Hochschule frei. Zusammen mit der Professur der Theologie erhielt Levin Möller 1752 die zugehörige Pfarrstelle an der St.-Jacobi-Kirche. In den Jahren 1751 und 1752 war er Rektor der Hochschule.
1763 oder 1765 übernahm Levin Möller die Stelle des Propstes am Dom zu Linköping. Die Folgen eines Schlaganfalls zwangen ihn zuletzt zu längeren Zeiten der Untätigkeit.
Levin Möller heiratete 1743 in erster Ehe Cicilia Helena Papke (1715–1745), Tochter des Theologen Carl Papke.

## Schriften (Auswahl)
- Nouveau Dictionnaire françois-suédois et suédois-françois : en ug Frantzösk och Svensk, samt Svensk och Frantzösk Lexicon. Gottfried Kiesewetter, Stockholm und Uppsala 1745.